# آلفونس آلارت
آلفونس آلارت (انگلیسی: Alphonse Allaert; زاده ۱۳ ژوئیهٔ ۱۸۷۵ – درگذشته نامشخص) کماندار اهل بلژیک بود.